# 马皮乡
马皮乡，是中华人民共和国广西壮族自治区贵港市桂平市下辖的一个乡镇级行政单位。

## 行政区划
马皮乡下辖以下地区：
加石村、雅岭村、马皮村、均福村、西河村、水秀村、大龙村和嘉荷村。